# غرة كبيرة
غرة كبيرة قرية سوريّة تتبع إداريّاً لمحافظة حلب منطقة منبج ناحية أبو قلقل، بلغ تعداد سكانها 645 نسمة حسب التعداد السكاني لعام 2004.